# Salawati

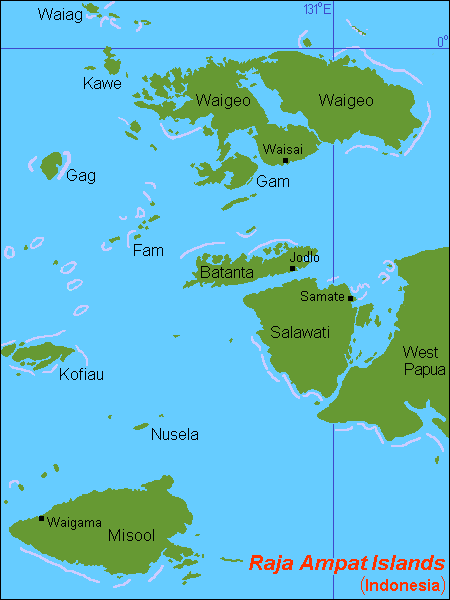
Quần đảo Raja Ampat

Salawati là một trong bốn đảo lớn thuộc quần đảo Raja Ampat ở tỉnh Tây Nam Papua (trước đây là Tây Papua ), Indonesia. Diện tích của đảo là 1.623 km2. Salawati được ngăn cách với New Guinea về phía đông nam bởi eo biển Sele (hay còn gọi là eo biển Galowa, eo biển Revenges), và tách biệt với đảo Batanta về phía bắc bởi eo biển Pitt (hay còn gọi là eo biển Sagewin).

## Lịch sử
Hồi giáo lần đầu tiên được đưa đến quần đảo Raja Ampat vào thế kỷ 15 do các liên hệ chính trị và kinh tế với Vương quốc Hồi giáo Bacan. Trong thế kỷ 16 và 17, Vương quốc Hồi giáo Tidore có quan hệ kinh tế chặt chẽ với đảo. Tên của  đảo bắt nguồn từ "Shalawat" được nói bởi Quốc vương Bacan khi ông đến đảo và được tưởng nhớ với dạng 'Salawati'. Trong thời kỳ này, Hồi giáo được thiết lập vững chắc và các thủ lĩnh địa phương bắt đầu chấp nhận tôn giáo này. Trên đảo này cũng từng có một vương quốc Hồi giáo tên là Vương quốc Salawati được thành lập bởi Fun Malaban. Phần phía nam của đảo là khu vực của Vương quốc Sailolof có trụ sở tại Sailolof, được thành lập bởi Fun Mo, một người Moi không có quan hệ họ hàng với các vị vua khác nhưng sau đó kết hôn với con gái của vua Waigeo là Pinfun Libit.

## Hành chính
Đảo Salawati (với các hòn đảo nhỏ ngoài khơi) bao gồm năm khu hành chính (kecamatan) của tỉnh Tây Nam Papua. Phần phía bắc của đảo được chia thành các khu Bắc Salawati (Salawati Utara), Tây Salawati (Salawati Barat) và Trung Salawati (Salawati Tengah) của huyện Raja Ampat, trong khi phần phía nam được chia thành khu Nam Salawati (Salawati Selatan) và Trung Salawati (Salawati Tengah) của huyện Sorong. Lưu ý rằng tên Trung Salawati được đặt cho hai khu khác nhau ở các phần liền kề của hai huyện.

## Sinh thái
Khu bảo tồn thiên nhiên Pulau Salawati Utara bao phủ phần lớn phần phía bắc của đảo, với diện tích 570 km2 trên phần phía bắc của đảo. Khu bảo vệ một phần rừng mưa đất thấp bản địa của đảo.